# K.G.Thippapura, Madhugiri
K.G.Thippapura là một làng thuộc tehsil Madhugiri, huyện Tumkur, bang Karnataka, Ấn Độ.